# Aeroportul Municipal William R. Pogue
Aeroportul Municipal William R. Pogue (IATA: OWP, ICAO: KOWP, FAA LID: OWP) este un aeroport din Oklahoma, Statele Unite ale Americii ce deservește zona Sand Springs⁠(d). A fost numit după William R. Pogue.
Situat la o altitudine de 272 m, aeroportul dispune de 1 pistă.

## Infrastructură

### Piste
Aeroportul dispune de o singură pistă. Pista 17/35 are suprafața de asfalt și dimensiunile 5.799 picioare × 100 picioare. 